# Anametopochaeta olindoides
Anametopochaeta olindoides är en tvåvingeart som beskrevs av Townsend 1919. Anametopochaeta olindoides ingår i släktet Anametopochaeta och familjen parasitflugor.
Artens utbredningsområde är Peru. Inga underarter finns listade i Catalogue of Life.